# De Nederlanden van 1845 (Rotterdam)
De Nederlanden van 1845 is een monumentaal gebouw op de hoek van de Meent en Westewagenstraat in Rotterdam en gemeentelijk monument met op de begane grond Café Dudok. Dit pand is ontworpen door Willem Dudok als hoofdkantoor voor het verzekeringsbedrijf De Nederlanden van 1845, en was opgeleverd in 1952.
Het eerdere hoofdkantoorgebouw van De Nederlanden van 1845 stond aan de zuidzijde van de Blaak, die toen nog een binnenhaven was. Nadat deze bij het bombardement op 14 mei 1940 was verwoest, werden in 1942 de eerste plannen gemaakt voor een geheel nieuw pand aan de Meent, nabij de Meentbrug en Delftsevaart. Pas in 1951 werd begonnen met de bouw, die in 1952 werd voltooid.

## Geschiedenis

### Het gebouw aan de Zuidblaak
Het eerste kantoor van De Nederlanden van 1845 stond aan de Zuidblaak. Dit pand had het huisnummer 24 en was vermoedelijk in gebruik tot 1912. De verzekeringsmaatschappij gaf hun vaste architect H.P. Berlage opdracht om een nieuw kantoorgebouw te ontwerpen omdat het huidige gebouw niet meer aan de eisen voldeed. Dit gebouw moest eveneens aan de Zuidblaak komen, nabij de Molsteeg. In 1909 werd begonnen met de bouw, die in 1913 was afgerond. Het nieuwe kantoorgebouw van De Nederlanden van 1845 was nu gevestigd op nummer 26, en huisvestte de verzekeringsmaatschappij tot 1940. Dit gebouw was vooral kenmerkend vanwege de grote letters Fatum Labor op de gevel, wat in het Latijn min of meer vertaalt naar het lot van de arbeid of lot arbeid. Van 1914 tot 1921 was in het gebouw tevens de Continental Petroleum Company gevestigd.

Fotogalerij
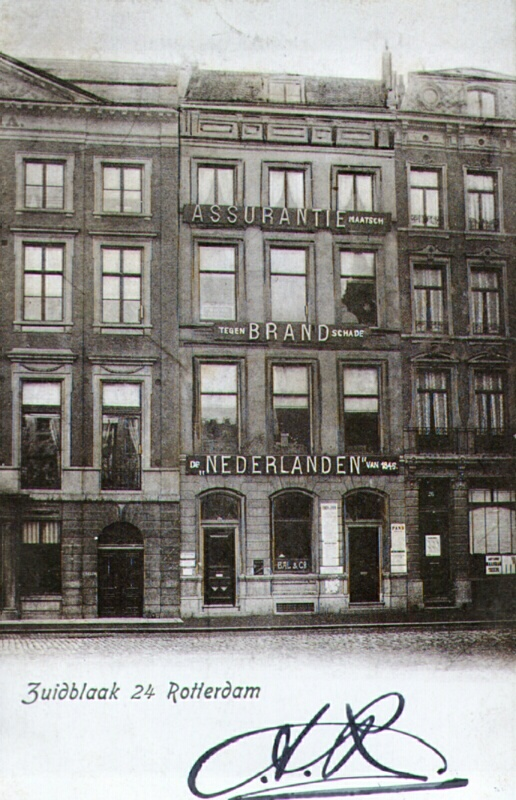
Het eerste pand van De Nederlanden van 1845 aan de Zuidblaak 24, 1900
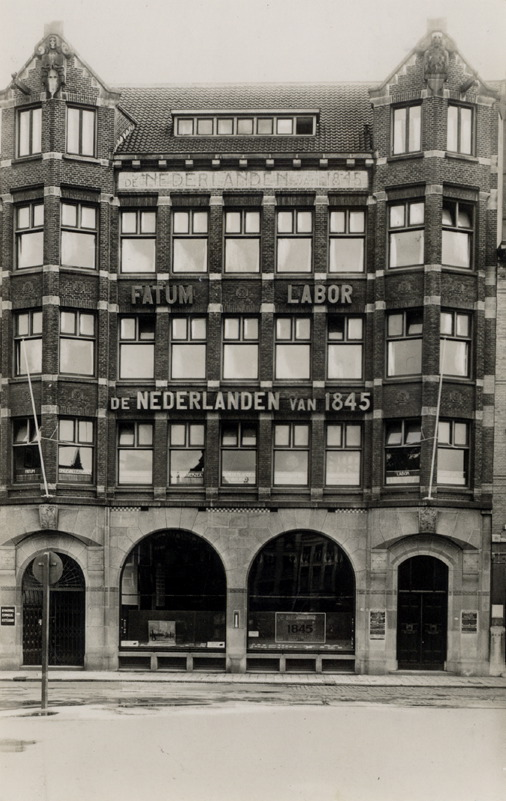
Het tweede pand van de verzekeringsmaatschappij aan de Zuidblaak 26, 1918-1922
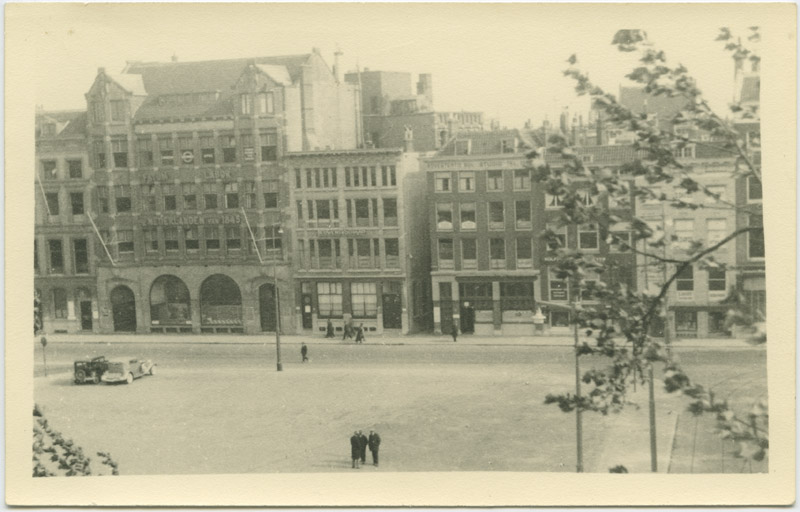
Hetzelfde pand vanaf de overkant van de straat, 1918-1922
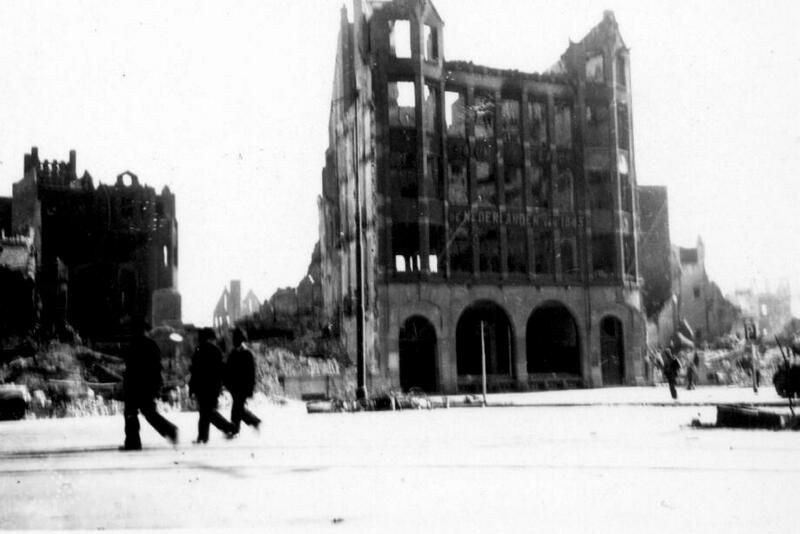
De restanten van het pand aan de Zuidblaak na het bombardement van 1940

### Behuizing tijdens de Tweede Wereldoorlog
Tijdens het bombardement op de binnenstad in 1940 werd het pand zwaar beschadigd. De kluis was echter niet beschadigd geraakt, waardoor waardevolle gegevens behouden waren gebleven. Hoewel het karkas nog overeind stond en de voorgevel relatief ongeschonden het bombardement was doorgekomen, werd vermoedelijk in datzelfde jaar toch gekozen voor de sloop. 
Na een korte onderbreking kon het bedrijf zijn zaken gedurende de oorlog voortzetten in een ruim huis aan de Schiekade 166.

### Het gebouw aan de Meent
Plannen voor een nieuw kantoorgebouw van De Nederlanden van 1845 zijn al tijdens de oorlog gemaakt. In 1942 is een eerste ontwerp gemaakt voor een nieuw kantoor in traditionalistische stijl door de nieuwe, vaste architect van het bedrijf Willem Dudok. Dit heeft te maken met het originele wederopbouwplan waar Willem Gerrit Witteveen de stad in traditionele trant wou herbouwen. Echter, naarmate de oorlog voortduurde en er steeds meer kritiek kwam op het originele wederopbouwplan, nam Witteveen ontslag en werd hij vervangen door zijn assistent Cornelis van Traa in 1944. Hierdoor is het originele plan voor het nieuwe kantoor nooit gerealiseerd en komt er ook een radicale verandering in de toekomstige wederopbouwplannen van de stad. De focus ligt in het Basisplan van Van Traa niet langer op traditionalistische herbouw, maar functionalistische nieuwbouw. Hierop herschrijft Dudok zijn bouwplannen en wordt het uiteindelijke ontwerp van 1949 een mengelmoes van traditionele en functionele trant.
In mei 1951 wordt begonnen met de werkzaamheden bij de Meent en Westewagenstraat, die in 1952 zijn afgerond. Op 12 december van dat jaar wordt het nieuwe kantoor feestelijk geopend en verhuist de verzekeringsmaatschappij van de Schiekade naar de Meent. Een aantal prominente personen die bij de opening aanwezig zijn, zijn onder meer de toenmalige burgemeester van Rotterdam Gerard van Walsum, de wethourders A. Hogeweg en Jan Meertens, de voorzitter en secretaris van de Kamer van Koophandel Karel Paul van der Mandele en de conrector van de Economische Hogeschool Johan Witteveen. De hoofddirecteur van de verzekeringsmaatschappij was zelf echter afwezig vanwege ziekte. Van Walsum is tevreden met de bouw en zei het volgende over: "Met de stichting van dit gebouw heeft u een eervolle bijdrage geleverd tot de wederopbouw van Rotterdam. Wij hebben dringend behoefte aan een nieuwe binnenstad. Dit gebouw draagt bij tot de completering van het hart van de stad."
De directie zelf was zeer tevreden met het opgeleverde pand. Plaatsvervangend lid van de hoofddirectie H. van Manen verklaarde dat het een "fraai en doelmatig gebouw" was. Architectuurcriticus Rein Blijstra van het sociaaldemocratische dagblad Het Vrije Volk was echter niet zo optimistisch. Hij vond dat Dudok de functie te veel had opgeofferd voor de esthetiek. Later kwam hij terug op zijn uitspraken en is hij toch enthousiast geworden over het gebouw.
De Nederlanden van 1845 was te vinden met het huisnummer 88 en gebruikte het gebouw tot 1963, waarna het bedrijf fuseerde met de Nationale Levensverzekering-Bank en hierdoor de naam Nationale-Nederlanden kreeg. Dit bedrijf gebruikte het gebouw als verzekeringskantoor tot omstreeks 1980, waarna het enige tijd de afdeling Schuldhulpsanering van de gemeente huisvestte. Het deed daarna nog enige tijd dienst als tapijtwinkel, voor een renovatie in 1990 het pand grootschalig veranderde. Alle verlaagde plafonds en systeemwanden zijn er toen verwijderd, waarna het pand vanaf 1991 dienst doet als grand café - de allereerste in Rotterdam - met de naam Café Dudok. De verbouwing was uitgevoerd door H. Kossmann en J. Dijkman.
Er is op het gebouw een zogeheten 'kleuren- en scheurenonderzoek' uitgevoerd in opdracht van Chrimako BV. De reden van de onderzoeken was de toen nog geplande onderhoudswerkzaamheden die moesten worden uitgevoerd. Het doel van de bouwtechnische inspectie was om te achterhalen of er historische kleurlagen aanwezig waren in het gebouw. Ook is er gekeken in hoeverre er sprake is van bouwtechnische schades zoals scheuren, en wat de oorzaken hiervan zijn. De opdracht is uitgevoerd door Lotte Zaaijer en Marieke van den Dungen.

## Vormgeving en interieur
Het gebouw bestaat uit een kantoorgedeelte van zes meter, die op de onderste lagen te vinden zijn. Boven het kantoor zijn er vier verdiepingen die bestemd zijn als woningen. De bovenbouw met woningen is voorzien van een gevel die geheel is gemaakt uit baksteen. De entree van de twee maal acht maisonnettes is te vinden bij de westgevel. De oostgevel, die doorloopt tot in het water van de gracht aan de Delftsevaart, is voorzien van kleine balkons. Het pand heeft een lichtgebogen schaaldak dat is gemaakt van beton. Ook zijn er aan zowel de west- als oostzijde van de gevel een aantal kleine, ronde ramen te vinden. Dit zijn twee kenmerkende details voor het naoorlogse werk van Dudok.

Fotogalerij
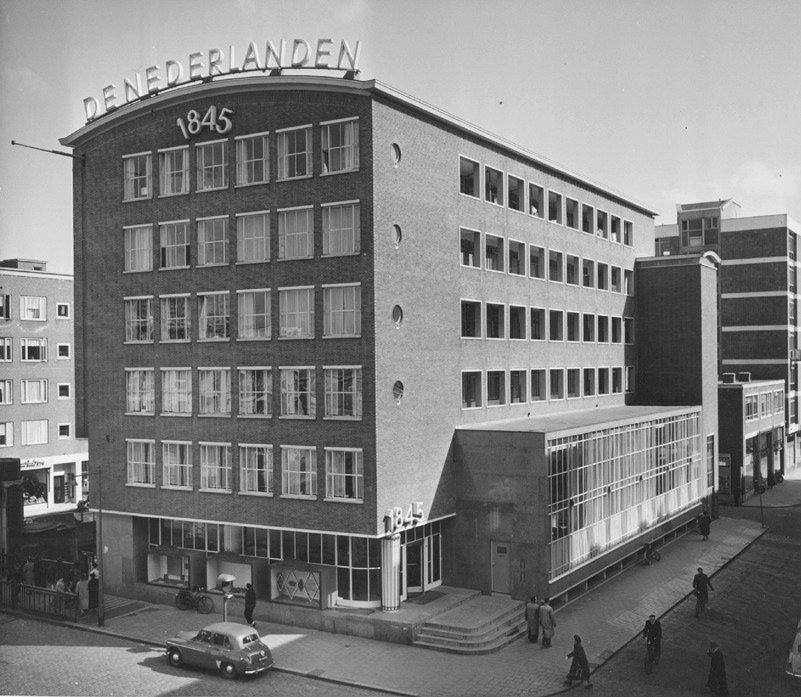
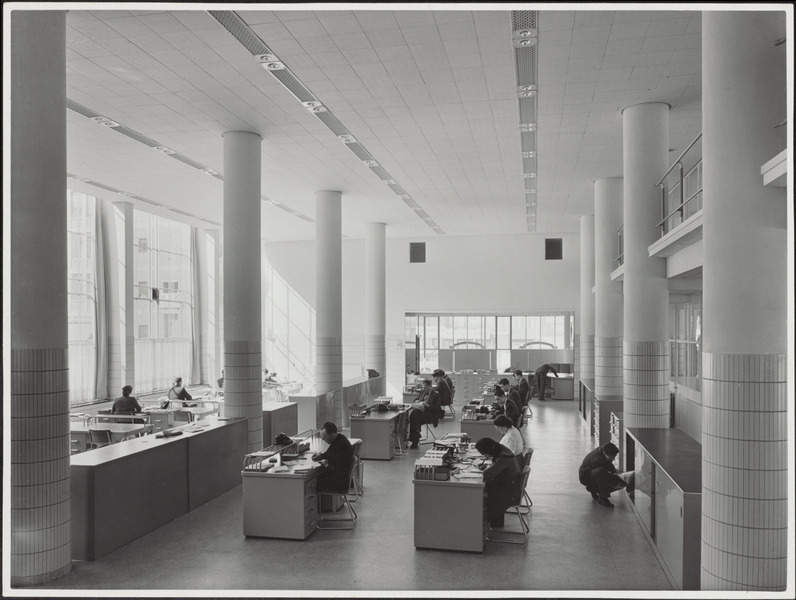
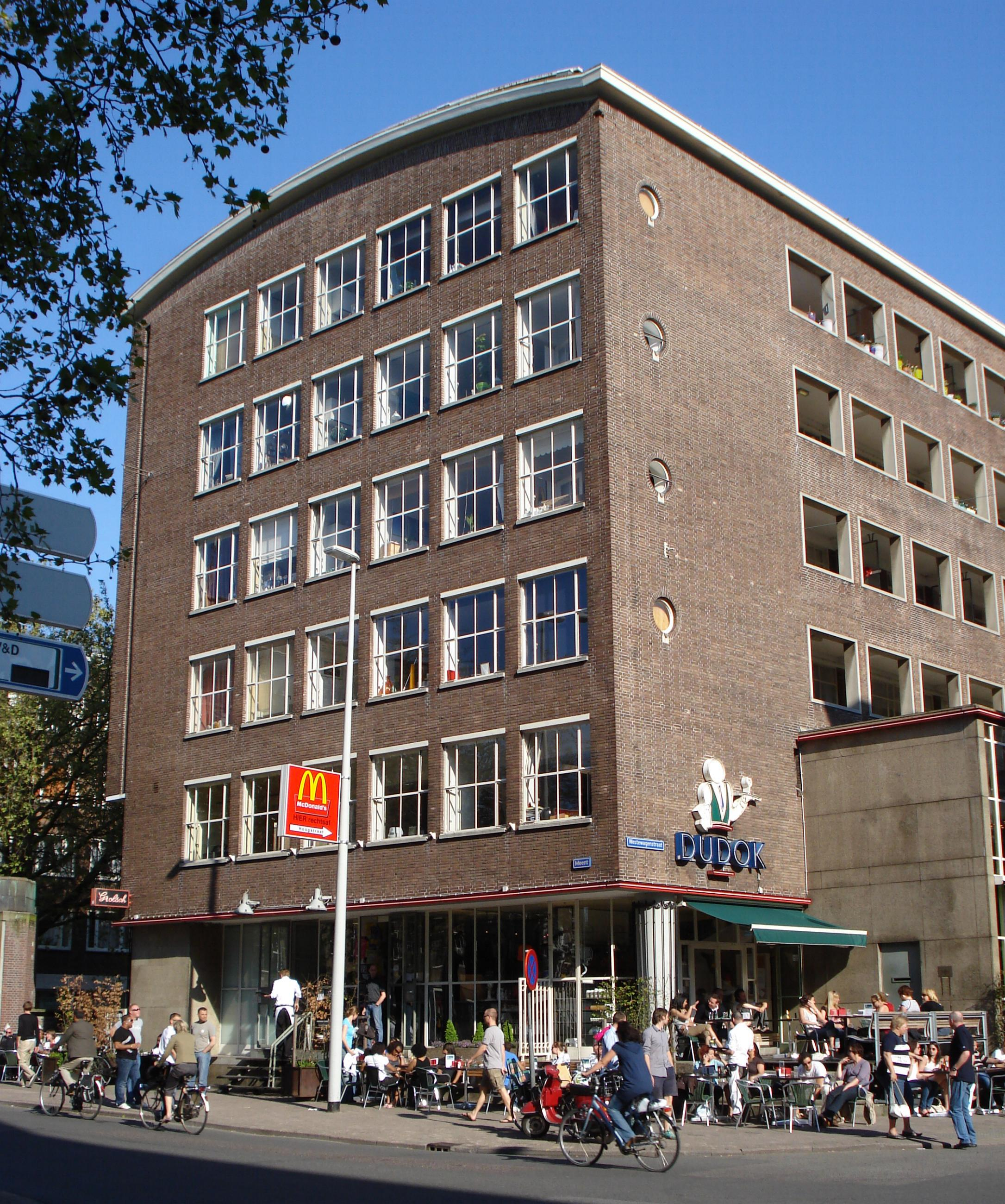
Het gebouw aan de Meent in 2008
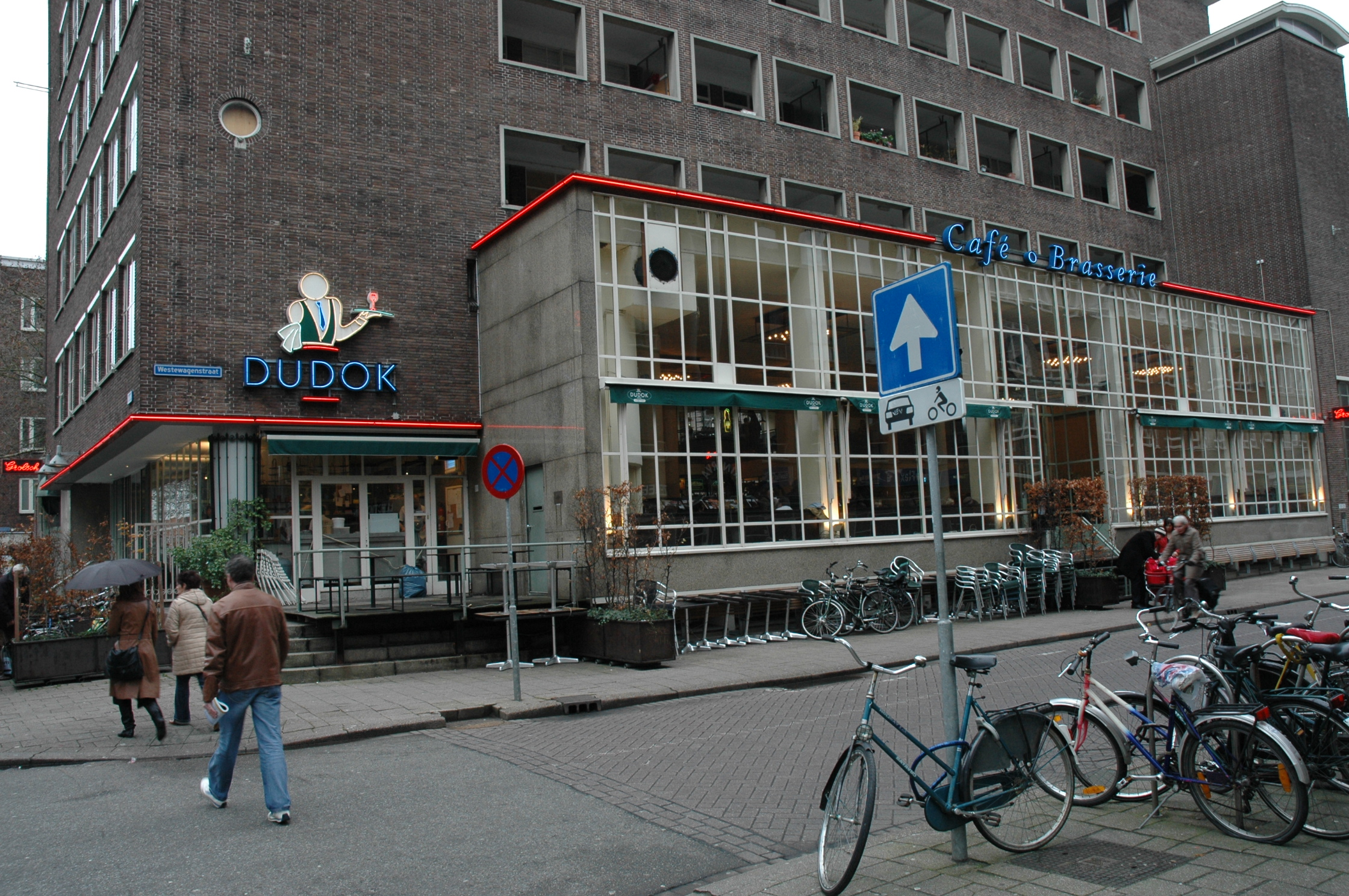
Café Dudok in het nieuwe gebouw aan de Meent, 2007
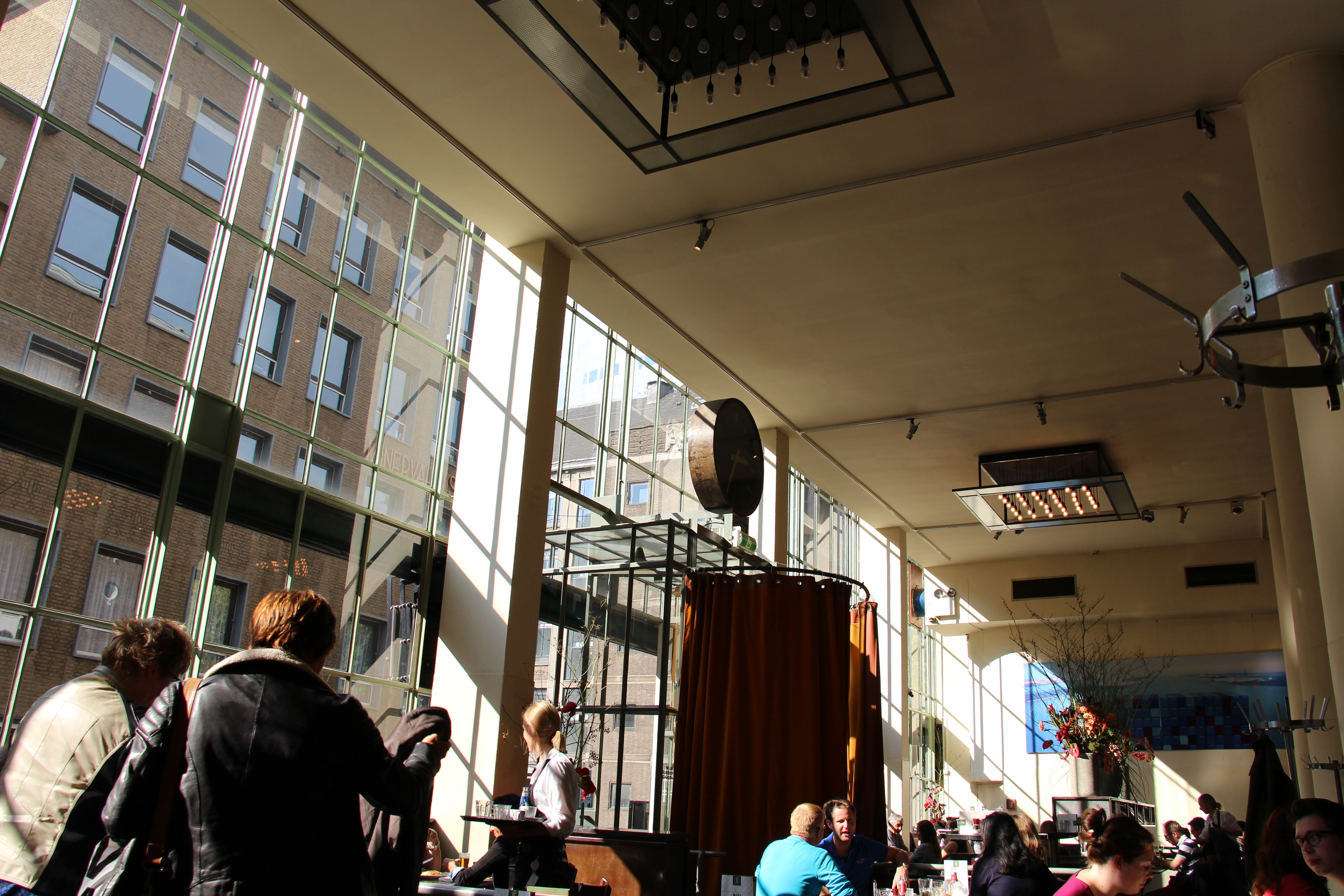

De hoofdingang van het vroegere kantoor en hedendaags café is gevestigd op de hoek van de Meent en Westewagenstraat, en is te bereiken via een monumentale trap. De dubbelhoge voormalige kantoorruimte is herkenbaar door de grote glaspuien aan de west- en oostgevel, en een nieuwe ingang zorgt er sinds 1991 voor dat het gebouw ook aan de Westewagenstraat te bereiken is. Aan de oost- en noordgevel is een insteekverdieping aangebracht. De kantoren op de insteekverdieping zijn via glaswanden van de vroegere kantoor en hedendaagse cafézaal gescheiden. Een opvallend feit is dat een van de vier heftorens die onderdeel uitmaakt van de Meentbrug is geïntegreerd in het gebouw zelve.

### Interieur
Het interieur is kenmerkend vanwege de acht betonnen pilaren die verspreid over de grote hal staan. De oude publiekshal aan de Meent is, na de verbouwing in 1990, eveneens omgevormd tot transparante entreehal. Het entresol is ingericht als restaurant. Op de plek van de originele scheidingswand staat nu de bar. Op de plaats van de glazen puien staat nu een flessenrek. Er is tijdens de verbouwing zoveel mogelijk gebruik gemaakt van authentieke interieurelementen om het originele gevoel van het gebouw terug te brengen.